# Macrodactylus zunilensis
Macrodactylus zunilensis är en skalbaggsart som beskrevs av Bates 1887. Macrodactylus zunilensis ingår i släktet Macrodactylus och familjen Melolonthidae. Inga underarter finns listade i Catalogue of Life.